# إريك بيل
اريك بيل (بالإنجليزية: Eric Bell)‏ (13 فبراير 1922 في المملكة المتحدة - 1 يناير 2004) هو لاعب كرة قدم بريطاني (وحمل سابقاً جنسية المملكة المتحدة لبريطانيا العظمى وأيرلندا) في مركز الوسط. لعب مع بلاكبيرن روفرز.